# Helena Henschen
Helena Henschen (Solna, 21 marzo 1940 – 27 gennaio 2011) è stata una scrittrice svedese.
Cresciuta a Stoccolma, Henschen ha un background artistico avendo lavorato come graphic designer. Ha scritto e illustrato diversi libri per bambini ed è stata una delle fondatrici della famosa compagnia di design svedese Mah-Jong. Nel 2004 pubblica I skuggan av ett brott che si aggiudica la prima edizione del Premio letterario dell'Unione europea nel 2009.